# Рустамов, Ахматилла
Ахматилла Рустамов (узб. Ahmadilla Rustamov; род. 1937) — советский узбекский хозяйственный, государственный и политический деятель. Депутат Верховного Совета Узбекской ССР 9-го и 10-го созыва.

## Биография
Родился в 1937 году. Член КПСС.
С 1959 года — на хозяйственной, общественной и политической работе. В 1959—1982 годы — инженер-гидрометр Ферганского облуправления оросительных систем, начальник Қувинского райуправления оросительных систем, начальник отдела, начальник строительно-монтажного подразделения в облуправлении оросительных систем, управляющий треста «Ферганаирстрой». 
Заместитель начальника Главного управления эксплуатации Министерства мелиорации и водного хозяйства СССР. Заместитель, первый заместитель министра мелиорации и водного хозяйства Узбекской ССР. Председатель Ферганского облисполкома.
Избирался депутатом Верховного Совета Узбекской ССР 9-го и 10-го созыва. Делегат XXVI съезда КПСС.
Живёт в Узбекистане.